# Karl Moik

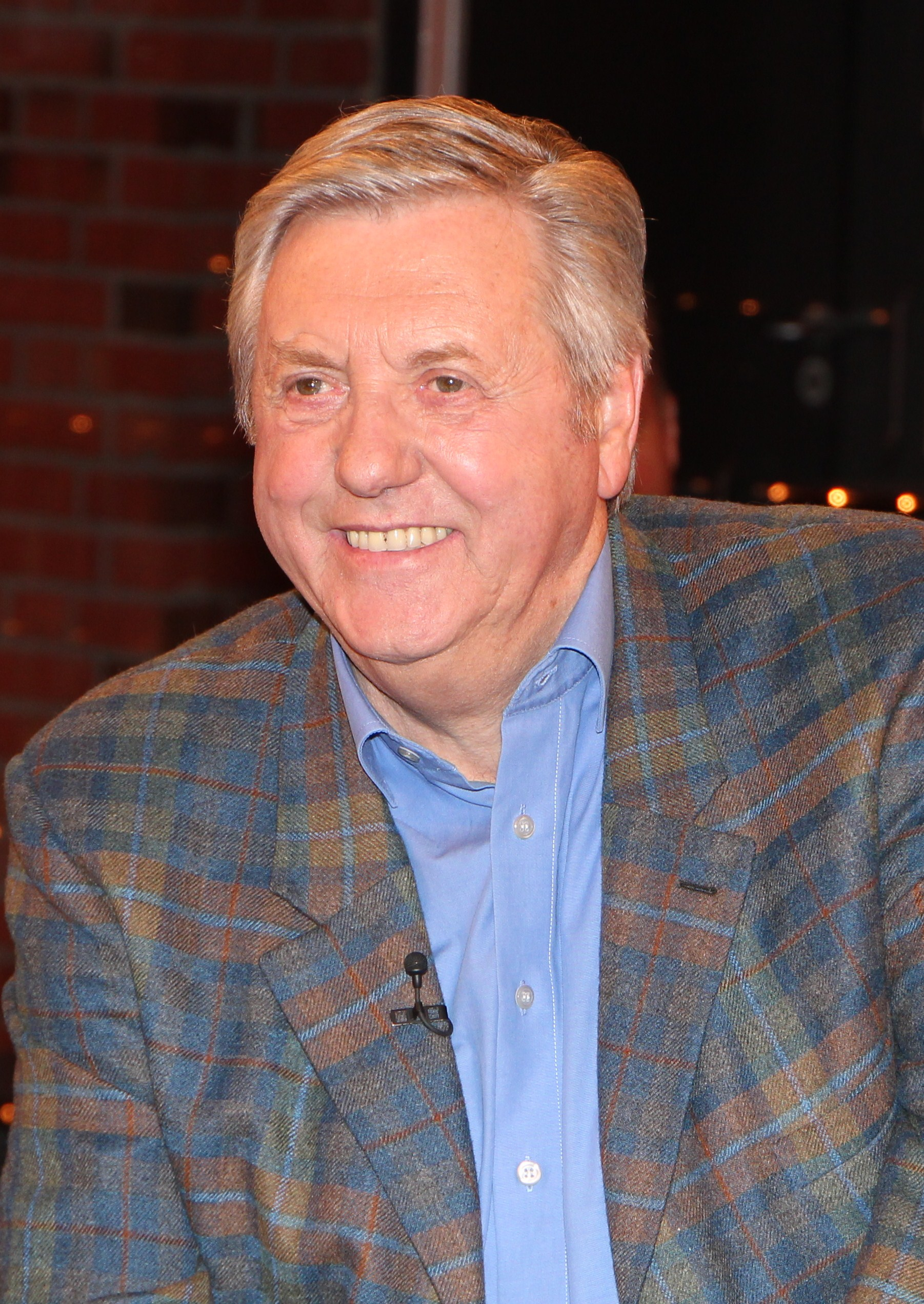
Karl Moik (2011)

Karl Moik (* 19. Juni 1938 in Linz; † 26. März 2015 in Salzburg) war ein österreichischer Fernsehmoderator und Entertainer der volkstümlichen Musik. Im gesamten deutschsprachigen Raum bekannt wurde er durch den Musikantenstadl.

## Leben
Karl Moik wuchs als Kind einer alleinerziehenden Mutter in Hallein bei Salzburg auf. Seinen Vater lernte er erst im Alter von fünf Jahren kennen. Er absolvierte nach der Schule zuerst eine Lehre als Werkzeugmacher, doch hatte es ihm bereits als Schüler Spaß bereitet, andere zu unterhalten. Schon früh widmete sich Moik dem Klavier- und dem Akkordeonspiel. 1970/71 absolvierte er eine Sprechausbildung im Salzburger Mozarteum.
Moik begann, in seinem erlernten Beruf als Werkzeugmacher zu arbeiten. Später arbeitete er als Vertreter von Kopiergeräten und Fernsehantennen. Da es ihn zum Fernsehen und Showgeschäft zog, reiste er neben seinem Brotberuf auch als Mitglied des Jazz-Trios Jolly Austrians durch die Lande. Damals versuchte er sich auch als Interpret volkstümlicher Lieder.
Ein Hobby Moiks war das DXen von Satellitenfernsehen, für das im häuslichen Garten mehrere Satellitenschüsseln aufgestellt waren.
Seit 1964 war er mit der Kärntnerin Edith verheiratet. Die beiden bekamen zwei Kinder.
Am 26. März 2015 starb Moik im Alter von 76 Jahren in einem Salzburger Krankenhaus, in dem er wegen Nierenproblemen in Behandlung war.
Seine Grabstätte befindet sich auf dem Friedhof von Oberalm bei Salzburg.

## Moik als Moderator
1973 moderierte Moik für den ORF-Oberösterreich im Rundfunk die Sendung Volkstümliche Hitparade, die schon bald ein Publikumsrenner wurde. Mitte der 1970er Jahre trat die deutsche ARD an den ORF heran. Gemeinsam suchte man nach einem Format für eine Sendung mit Smalltalk und volkstümlicher Musik. Dieses Konzept wurde schließlich im Musikantenstadl realisiert, der seit 1981 im österreichischen Fernsehen und ab 1983 auch im deutschen Fernsehen ausgestrahlt wurde. Die Moderation übernahm Moik, ergänzt wurde die Sendung 1981 bis 1991 durch Einlagen des „lustigen Hias“. So wurde Karl Moik einem Millionenpublikum bekannt. Zusammen mit dem schweizerischen Fernsehen DRS wurde der Musikantenstadl in Co-Produktion mit dem ORF und der ARD zur Hauptsendezeit ausgestrahlt. Moik gastierte mit dem Musikantenstadl auch mehrfach im Ausland, darunter in Südafrika und China. Der Musikantenstadl ging auch auf Tournee, meist im deutschsprachigen Raum, ohne dass diese Veranstaltungen fürs Fernsehen aufgezeichnet wurden. Am 21. Juni 2005 gaben ARD und ORF die Trennung von Moik bekannt. Eine Verlängerung des Vertrags um zwei Jahre kam nicht zustande, der Musikantenstadl wurde ab Herbst 2006 mit Andy Borg besetzt.
Neben dem Musikantenstadl moderierte Karl Moik bis 1999 auch die österreichische Vorentscheidung zum Grand Prix der Volksmusik bzw. mit seinen Kollegen Carolin Reiber und Sepp Trütsch auch die internationale Veranstaltung der drei Länder.
Moik moderierte zum letzten Mal am 31. Dezember 2005 den Silvesterstadl. Während der fast fünfstündigen Live-Sendung kam es zu Durchblutungsstörungen des Gehirns, die bei Moik Erschöpfungserscheinungen auslösten und im Anschluss an die Sendung am 1. Januar 2006 zu einem Schwächeanfall führten. Der damals 67-Jährige wurde in die neurologische Intensivstation des LKH Klagenfurt gebracht, die er am 9. Januar wieder verlassen konnte.
Von Juni bis September 2006 moderierte Moik im ORF-Radio Salzburg an Samstagen das Reisemagazin Rund um die Welt.
Für Empörung bei stalinistisch Verfolgten sorgte im November 2006 seine Äußerung in einem Interview mit dem Hamburger Abendblatt, in dem er Parallelen zwischen sich und Stalin feststellte: „Er [Stalin] war in der Schule auch nicht der Beste. Und er hat sich mit harter Arbeit durch viele Intrigen durchkämpfen müssen.“
Auch seine 2004 im aus Wien gesendeten Musikantenstadl getätigte Bezeichnung von Italienern als „Spaghettifresser“ schlug hohe Wellen. Nach einem von Patrick Lindner teilweise auf Italienisch gesungenen Lied hatte Moik gesagt: „Ich lad’ dich ein nach Wien, und was singst du? Von den Spaghetti-Fressern!“ In einer Fernsehsendung erklärte er diese Aussage mit der Wirkung von Narkotika, er sei nicht Herr seiner Sinne gewesen. Moik wurden nach einem Herzinfarkt drei aortocoronare Bypässe angelegt.
Als Diabetiker setzte er sich bei der Stiftung „Chance bei Diabetes“ als Botschafter für Lebensstil-Änderungen bei Typ-2-Diabetikern ein.

## Moik als Sänger
In seiner Sendung Musikantenstadl trat Moik auch als Sänger auf. Bekannte Lieder von ihm sind Ja heute woll’n wir feiern, Jeden Tag, da brauch i di a bisserl mehr, Das Zipferl vom Glück, Es dreht sich alles nur um’s Geld und Servus, pfüat Gott und auf Wiedersehn.

## Moik als Schauspieler
Zuletzt trat Karl Moik häufiger als Schauspieler in Erscheinung. Sein Fernsehdebüt hatte er im Jahr 2000 als Gerichtsmediziner im Tatort Einmal täglich der ARD gegeben, 2008 spielte er dann als Bürgermeister in der Degeto-Musikkomödie Das Musikhotel am Wolfgangsee seine nächste Fernsehrolle. Im Sommer 2008 wirkte Moik außerdem für die „Bastei-Collection“ in sechs Spielfilmen mit, die die Couchkino GmbH in Zusammenarbeit mit ZDF Enterprises produziert hat. Als Teil der Filmreihe „Die schönsten Liebesfilme aller Zeiten“ sollte die erste Staffel erstmals 2009 ausgestrahlt werden. Im Sommer 2009 sollten weitere sechs Filme entstehen. Als Vorlage für die Drehbücher dienten verschiedene Romaneditionen des Bastei-Lübbe-Verlages.

## Auszeichnungen
Für seine Verdienste um die Kultur wurde Moik im Jahre 2003 mit dem Großen Goldenen Ehrenzeichen der Stadt Linz ausgezeichnet. Außerdem erhielt er in Würdigung seiner Verdienste und Leistungen für Österreich im August 2004 den Berufstitel „Professor“ verliehen.
2004 und 2007 bekam er jeweils eine Krone der Volksmusik verliehen.

## Schriften
- Karl Moik – Ich habe nichts geschenkt bekommen. Autobiografie, Ed. Ferenczy bei Bruckmann 1997.